# Ragnies
Ragnies is een dorp in de Belgische provincie Henegouwen, en een deelgemeente van de Waalse gemeente Thuin. Ragnies was een zelfstandige gemeente, tot die bij de gemeentelijke herindeling van 1977 toegevoegd werd aan de gemeente Thuin. 

## Demografische ontwikkeling
- Bronnen:NIS, Opm:1831 tot en met 1970=volkstellingen

## Bezienswaardigheden
Het dorp is opgenomen in de lijst van de mooiste plaatsjes in Wallonië (Les Plus Beaux Villages de Wallonie).Het dorp bevat enkele gebouwen die tot het bouwkundig erfgoed gerekend worden, waaronder een aantal grote boerderijen aan de rand van het dorp die uit kalksteen en baksteen zijn opgetrokken.
Ragnies is sinds 2004 ook de thuisbasis van Distillerie de Biercée, gehuisvest in een van Belgiës grootste schuren in de Ferme de la Cour. Distillerie de Biercée is vooral bekend omwille van Eau de Villée en sinds 2012 als producent van Belgische Gin: Biercée GiN. In 2019 werd het bedrijf overgenomen door de Brasserie des Légendes uit Ath.

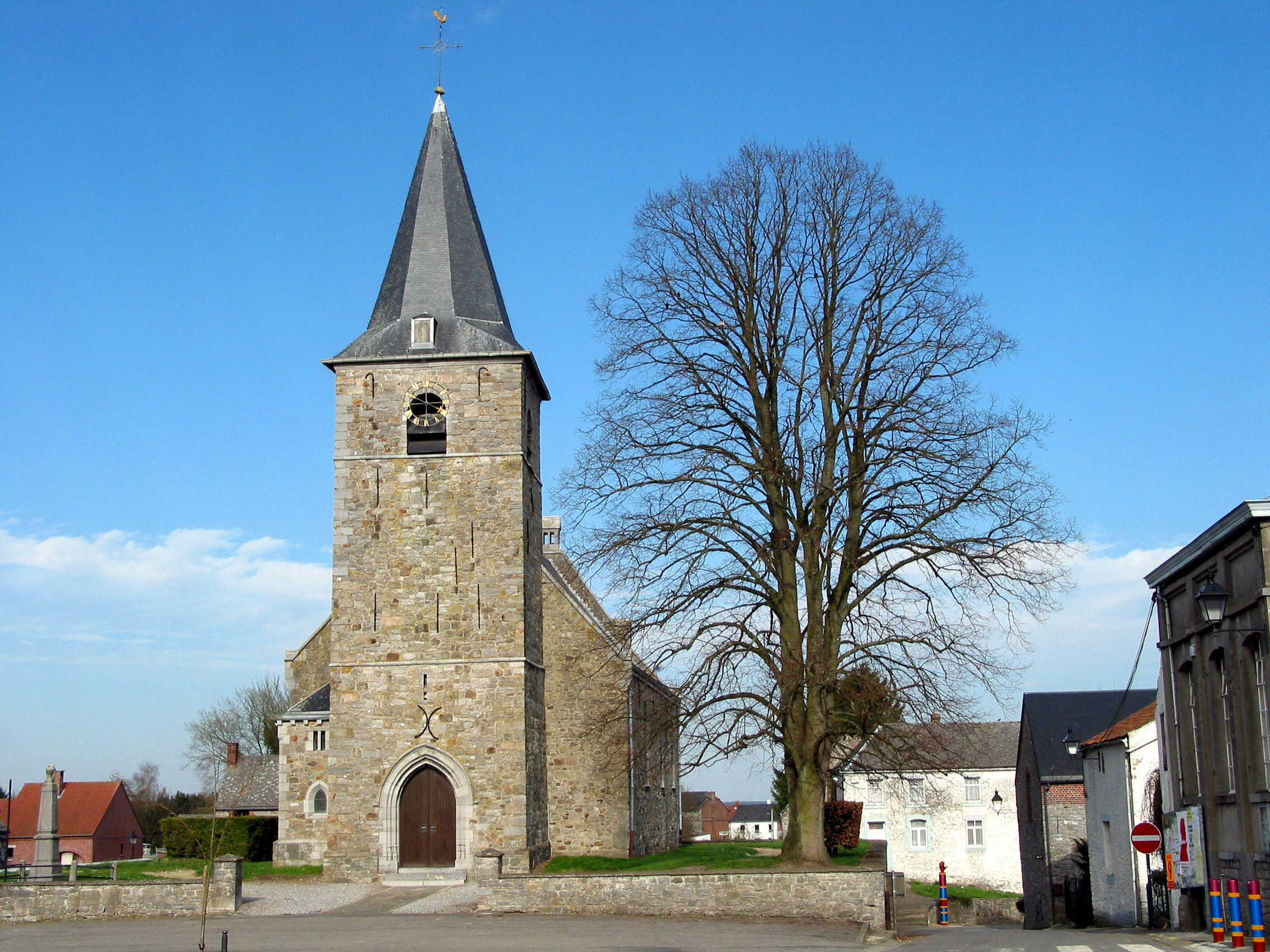
Sint-Martinuskerk.